# Ньорун
Ньорун (нордически: Njörun) е женско божество, една от асините в скандинавската митология. Богинята е спомената в Прозаичната Еда, написана през XIII век от Снуре Стурлусон, и в някои кенинги (включително веднъж в Поетичната Еда). Теории предполагат, че Ньорун вероятно е персонификация на земята. Етимологически е възможно богинята да има нещо общо с Ньорд и древноримската богиня Нерио.
Ньорун е включен в списък (след Бил) на асини в книгата Скалдскапармал от Прозаичната Еда. Други информация освен името ѝ не е спомената. В допълнение името се появява в кенинги като дума за жени в поезията на Кормак Йогмундарсон, Храфн Йонундарсон и Рьогнвалд Кали, както и в поемата Кракумал, стихове в сагата Ислендинга, Нялс и Хардар. Елд-Ньорун, което означава „огнена-Ньорун“ се появява в кенинги за жени в поезията на Гисли Сурсон и Бьорн Брайдвикингакапи, докато Драум-Ньорун („сънуваща-Ньорун“) е цитирана в поемата Алвисмал в Поетичната Еда като дума от езика на джуджетата, означаваща „нощ“. Същата дума се среща и в Нафнатулур.